# Folkeslag
Et folkeslag er en gruppe af mennesker, der er knyttet sammen af fælles historie, sprog, kultur og evt. religion. Det er synonymt med ordene folk og nation i samme betydning (idet disse ord også rummer andre betydninger). Ordet bruges bl.a. i forbindelse med historiske eller etnografiske beskrivelser af et bestemt område. I Ordbog over det danske Sprog (bind 5 fra 1923) anføres det, at ordet betyder nation, men især bruges om "en uciviliseret eller fjern" sådan.